# Церква Святого Димитрія (Гранітне)
Церква Святого Димитрія в Гранітному — парафія і храм православної громади Монастириського деканату Тернопільсько-Бучацької єпархії Православної церкви України в селі Гранітному Монастириської громади Чортківського району Тернопільської области.

## Історія церкви
Попередня дерев'яна церква збудована до [1832] року, а теперішня — 1885.
1986 року відновлена.
На церковній території, на склепі колишньої панської родини, зберігся високий постамент довершений скульптурою «Ангела-Хоронителя».
Кількість вірян: 1832 — 300, 1844 — 419, 1854 — 428, 1864 — 460, 1874 — 457, 1884 — 490.

## Парохи
- о. Йосиф Танцаковський ([1832]—1842+, адміністратор)[1]
- о. Микола Танькаковський (1842—1845, адміністратор)[1]
- р. Антін Сірецький (1845—1901+)[1]